# بودويا
بودويا (الفريولية القياسية : Budoie؛ الفريولية الغربية : Buduoia) هي كومونا (بلدية) تقع في مقاطعة بردنونة عند سفح سلسلة جبال الدولوميت في المنطقة الإيطالية فريولي فينيتسيا جوليا، وتبعد حوالي 110 كيلومتر (68 ميل) شمال غرب ترييستي، وحوالي 13 كيلومتر (8 ميل) شمال غرب بردنونة. وفي اليوم 31 ديسمبر من عام 2004، اعتبر عدد سكانها 2,311 نسمة، ومساحتها 37.7 كيلومتر مربع (14.6 ميل2).
تحتوي بلدية بودويا على فراتسيوني رازيوني (تقسيمات فرعية، وخاصة القرى والنجوع) دارداغو وسانتا لوسيا.
تحد بودويا البلديات التالية: أفيانو، فونتانافريدا، بولسينيغو، تامبري.